# Рио Неукен
Рио Неукен (на испански: Rìo Neuquèn) е една от най-големите реки в Патагония. Разположена е в провинция Неукен, в Южна Аржентина, където е втората най-значима река след Рио Лимай. Средният ѝ годишен отток е 308 м3/с, а площта на водосборния басейн – 50 774 км2.
Реката извира на височина 2300 м в североизточната част на провинцията и преминава през Андите в югоизточна посока, като се захранва от множество по-малки реки. Сред главните ѝ притоци са реките Трокоман, Варварко и Агрио, последната от които съставлява една трета от водосборния басейн на Рио Неукен. По пътя на реката в нея попадат седименти от вулканите Копахуе и Домуйо и това понякога влияе на чистотата на бистрите ѝ води.
След вливането на Агрио реката не образува естествени езера, които да регулират течението ѝ. Това довежда до рязко покачване на водното ниво по време на суша или в дъждовни периоди. Изграденият вторичен канал, оттичащ се в езерето Пелегрини в провинция Рио Негро, цели да балансира внезапните промени в нивата. Подобно действие има и каскадата Серос Колорадос.
В долната част на течението край град Неукен реката се влива в Рио Лимай и двете образуват Рио Негро, която продължава към Атлантическия океан.
Рио Неукен е чест обект на риболовна дейност. Има възможност за богат улов на пъстърва и патагонски кротушки.